# Gabi Loose
Gabi Loose, geborene Schmid, ist eine ehemalige deutsche Kanutin.

## Sportliche Laufbahn
Loose stammt aus Augsburg und startete im Kanuslalom in der Disziplin Kajak zunächst für den Augsburger Kajak-Verein, später für Kanu Schwaben Augsburg. Mitte der 1980er-Jahre erreichte sie ihre größten Erfolge. Bei den Kanuslalom-Weltmeisterschaften 1985 in ihrer Heimatstadt gewann sie die Silbermedaille im Mannschaftswettbewerb mit Margit Messelhäuser und Ulla Steinle. Daneben errang Loose auf nationaler Ebene mehrere Titel: 1981 und 1987 wurde sie Deutsche Meisterin und 1980 und 1983 Deutsche Vizemeisterin im Einer-Kajak. Im Mannschaftswettbewerb wurde sie 1980 Deutsche Meisterin und 1981 Deutsche Vizemeisterin. Anfang der 1990er-Jahre war Loose in Neuseeland aktiv, wo sie unter anderem den „DB Trophy Ladies K1 Slalom Cup“ gewann und an einem Kanu-Triathlon teilnahm.

## Nach Karriereende
Loose arbeitete zeitweise bei einem Unternehmen für Raftingtouren als Bootsführerin und nahm auch weiterhin noch gelegentlich an Kanuwettbewerben im Seniorenbereich teil.